# Democraten Brecht
Democraten Brecht (DB) is een Belgische lokale politieke partij te Brecht.

## Geschiedenis
De partij werd opgericht in de aanloop naar de gemeenteraadsverkiezingen van 2024 als CD&V-scheurlijst rond Filip Vangilbergen en Dirk Lippens. Later sloot ook Kristien Verhaegen – die bij eerdere verkiezingen eerst voor H-eerlijk Brecht en later voor CD&V opkwam – zich bij de partij aan. Verhaegen werd aangesteld als lijsttrekster.
De partij overtuigde bij die stembusgang 4,5% van de kiezers, wat onvoldoende was voor een zetel in de gemeenteraad.